# Tajemství (povídka)
Tajemství (anglicky "The Secret") je krátká sci-fi povídka spisovatele Arthura C. Clarka, která vyšla v Československu ve sbírce Zpráva o třetí planetě z roku 1982  a v ČR ve sbírce Devět miliard božích jmen a sci-fi antologii Velmistři SF 2 (obě knihy jsou z roku 2002).
V angličtině byla poprvé publikována v r. 1963 pod jménem "The Secret of the Men on the Moon". Poté vyšla ve sbírce s názvem The Wind from the Sun.

## Obsah povídky
Henry Cooper, novinář ze Země, přilétá na Měsíc, aby napsal sérii článků pro UNSRO. Získá pocit, že je mu něco utajováno a proto se sejde s Čandrou Kumarašvamy - vrchním inspektorem policie na Měsíci a sdělí mu své výhrady, zejména k Dr. Hastingsovi - řediteli Ústavu experimentální medicíny, jenž není příznivě nakloněn spolupráci. Policejní inspektor přislíbí novináři pomoc a řekne mu, že se stala v Ústavu neobvyklá věc: za poslední měsíc došlo ke třem nervovým zhroucením pracovníků, což je velmi neobvyklé.
Za dva týdny zvoní uprostřed noci Cooperovi na pokoji telefon. Volá Kumarašvamy a domlouvá si s Cooperem schůzku u přechodové komory č.5. To znamená jediné - půjde se ven z kopule. Společně odjíždějí pásovým vozidlem k izolované polokouli. Jsou zde laboratoře Ústavu a Cooper se zde setkává s ředitelem, dr. Hastingsem.
Hastings ukáže novináři křečka. Henry Cooper na něm nespatřuje nic podivného, dokud mu ředitel nevysvětlí, že žije již téměř třikrát déle, než je běžné. Snížená gravitace má vliv na délku života a u člověka by na Měsíci mohla činit přinejmenším 200 let. Novinář nařkne Hastingse ze snahy o utajení závažné záležitosti, ale je konfrontován protiargumenty. Co sdělit lidem na přelidněné Zemi, kde již obývají i mořská dna, zatímco na Měsíci je pouhých 100 000 vědeckých pracovníků s IQ nad 150? Jak přijmou zprávu o tom, že se nyní mohou dožít více než 200 let? Hastings pokládá nekompromisní otázku, na niž není Cooper schopen odpovědět jediné slovo.